# Henk van der Munnik
Hendrik Arie (Henk) van der Munnik (Loppersum, 19 april 1938) is een Nederlands politicus van de ARP en later het CDA.
Hij begon zijn carrière op 23-jarige leeftijd bij IBM en vier jaar later ging hij als ambtenaar werken bij de Noordoostpolder. Vervolgens maakte hij de overstap naar Staphorst en in 1971 ging hij werken bij de gemeente De Bilt. Daarna was hij de eerste secretaris bij het gewest Kennemerland. Van der Munnik werd in 1975 plaatsvervangend kabinetschef van de commissaris van de Koningin van de provincie Overijssel en in oktober 1978 werd hij benoemd tot burgemeester van de Groningse gemeenten Bierum en 't Zandt. In juli 1986 volgde zijn benoeming tot burgemeester van Tholen. Midden 2000 ging hij daar vervroegd met pensioen.